# Чулков, Никита Иванович Большой
Никита Иванович Большой Чулков — русский военный деятель XVI века. Возможно, полковой воевода и третий воевода Чернигова.

## Происхождение
Никита Иванович Большой Чулков принадлежал к тому дворянскому роду Чулковых, что вели своё происхождение от «германского выходца» Ратши. Прадед Никиты — Василий Тимофеевич Чулок Остеев был воеводой в Новгороде. Отец Никиты Иван Андреевич Чулков был крупным вотчинником в Переяславском уезде.

## Биография
В 1549 году вместе с Фёдором Чулковым, Никитой Меньшим, Иваном и Дмитрием Ивановичами Чулковыми продали село Бакино Переяславского уезда Троице-Сергиеву монастырю.
В 1558/1559 году (7067 год) в составе большого полка под командованием князя Семёна Ивановича Микулинского, вместе с братом участвовал в походе на Ливонский орден, но затем направлен на юг в Серпухов.
В 1559 году (7068 год) после успешного похода Адашева на Крым Иван Грозный планировал развивать успех на южном направлении. В. Пенской писал о том, что Иван Грозный с одной стороны готовил большой поход на Девлет-Гирея, а с другой стороны выстраивал антикрымский союз с ногаями. Было развёрнуто войско. В Серпухове был царевич Тохтамыш, а при царевиче Никита Иванович Большой Чулков. Но против царского похода на Крым выступили послы Великого княжества Литовского, совместные действия с ногайцами также не принесли нужного результата.
В 1564 году (7072) некий Никита Иванович Чулков (не ясно о старшем брате или о младшем идёт речь) в сторожевом полку которым командовал царевич Кайбула стоял воеводой. В 1565 году (7073 год) некий Никита Иванович Чулков назван третьим воеводой Чернигова.

## Семья
Сыном Никиты Ивановича Большого Чулкова был Давыд Никитич.

## Комментарии
1. ↑  Вероятно тут упоминается старший брат Никиты Фёдор Иванович Чулков
2. ↑  В конце XVI века — XVII веке в российском государстве использовался иной календарь: год начинался в сентябре, даты продолжали указываться по юлианскому стилю (на тот момент разница с григорианским составляла 10 дней) и использовали константинопольскую эру. И даты с сентября по декабрь имели разницу в 5509 лет, а с января по август 5508 лет. Поэтому в статье приведены две даты
3. ↑  руководителями полка под началом Кайбулы названы боярин и воевода князь Александр Иванович Воротынский, воевода Никита Иванович Чулков и пристав Юрий Иванович Карпов
4. ↑  после князя Василия Ивановича Прозоровского и "Афонасия Григорьевича сын Колычова"